# دردار كياكي
دردار كياكي (الاسم العلمي:Ulmus keia-ki) هو نوع غير مؤكد من النباتات يتبع جنس الدردار من الفصيلة الدردارية.